# Kraftwerk Port Rex
Das Kraftwerk Port Rex (englisch: Port Rex Power Station) ist ein Gasturbinenkraftwerk des staatlichen südafrikanischen Energieversorgers Eskom mit einer installierten Leistung von 171 MW in East London in der Provinz Ostkap. Die drei Blöcke haben eine Leistung von je 57 MW und dienen hauptsächlich der Abdeckung der Spitzenlast in der Region und der Blindleistungskompensation. Die schwarzstartfähige Anlage wird von der Eskom-Netzleitwarte in Simmerapan ferngesteuert.
Jeder der drei TP4-Blöcke besteht aus zwei Aero-Derivativen-Gasturbinen des Typs FT4 von Pratt & Whitney. Das Design ist eine Ableitung von JT4-Strahltriebwerken, wie sie in der Boeing 707 eingesetzt wurden. Die beiden Turbinen sind in der Flucht der Generatorachse angeordnet und treiben den Generator von beiden Seiten je über eine selbstsynchronisierende Schaltkupplung an.
Die Anlage ist baugleich mit dem Kraftwerk Acacia.